# Rudolf Hierl (Politiker)

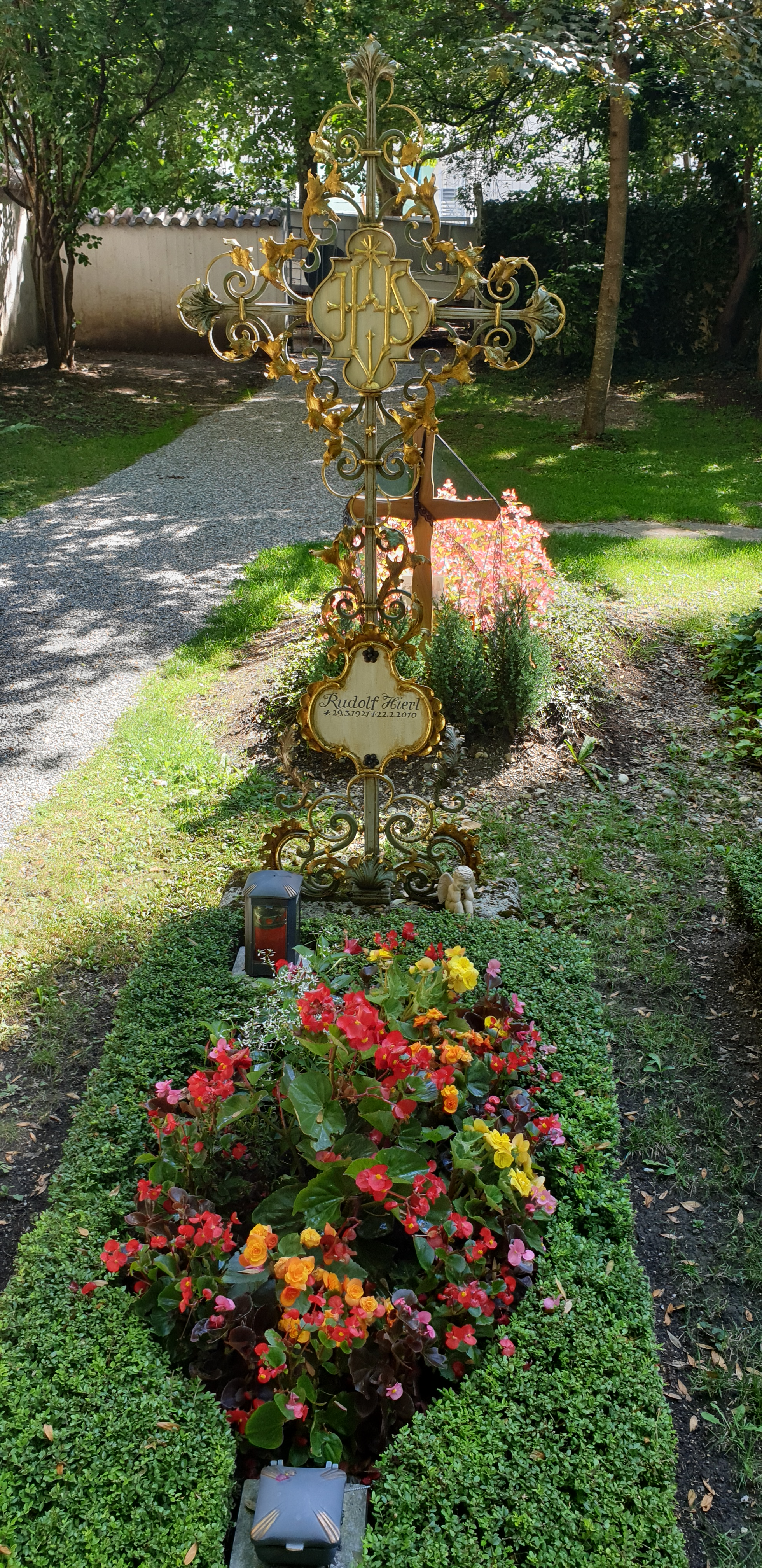
Grab auf dem Friedhof Neuhausen (München)

Rudolf (Rudi) Josef Hierl (* 29. März 1921 in München; † 22. Februar 2010 in München) war ein deutscher Kommunalpolitiker (CSU).

## Werdegang
Hierl legte im Alter von 27 Jahren die Meisterprüfung als Schlosser ab. 1959 übernahm er den 1878 gegründeten väterlichen Stahl- und Metallbaubetrieb in der Münchner Erzgießereistraße, den er 1989 verkaufte.
Seine politische Laufbahn begann 1948 im Bezirksausschuss der Maxvorstadt. Acht Jahre später trat er in die CSU ein. Bei der Kommunalwahl 1972 wurde er in den Münchner Stadtrat gewählt, dem er bis 2006 angehörte. In seiner politischen Arbeit verstand er sich als „Anwalt der kleinen Leute“. Jeden Morgen war er zwischen 7 und 9 Uhr an seinem Bürgertelefon zu erreichen und nahm sich der Anliegen der Hilfesuchenden persönlich an.
Er war Mitbegründer der Münchner Mittelstands-Union und deren jahrzehntelanger Vorsitzender. Mit seiner Frau gründete er die „Rudi und Barbara Hierl Stiftung“, die soziale Einrichtungen unterstützte, darunter das Haunersche Kinderspital und der Kindergarten seiner Heimatpfarrei St. Benno.
Aufgrund seiner Popularität wurde er bei der Kommunalwahl 2002 vom aussichtslosen Listenplatz 43 in den Stadtrat gehäufelt. Ende 2006 gab er das Mandat aus gesundheitlichen Gründen auf.
Besonderes Anliegen war ihm die Verbreitung der Bayernhymne. Bei jeder Gelegenheit verteilte er kleine Zettel mit dem Text. Für mehr als eine halbe Million verteilter Kärtchen wurde er 2001 in das Guinness-Buch der Rekorde eingetragen. Im Fasching fand jährlich für die Metallhandwerker der „Rudi-Hierl-Ball“ statt.

## Ehrungen
- Ehren-Obermeister der Metall-Innung München[3]
- 12. Juni 1980: Bayerischer Verdienstorden
- 2002: Goldene Bürgermedaille der Landeshauptstadt München[4]

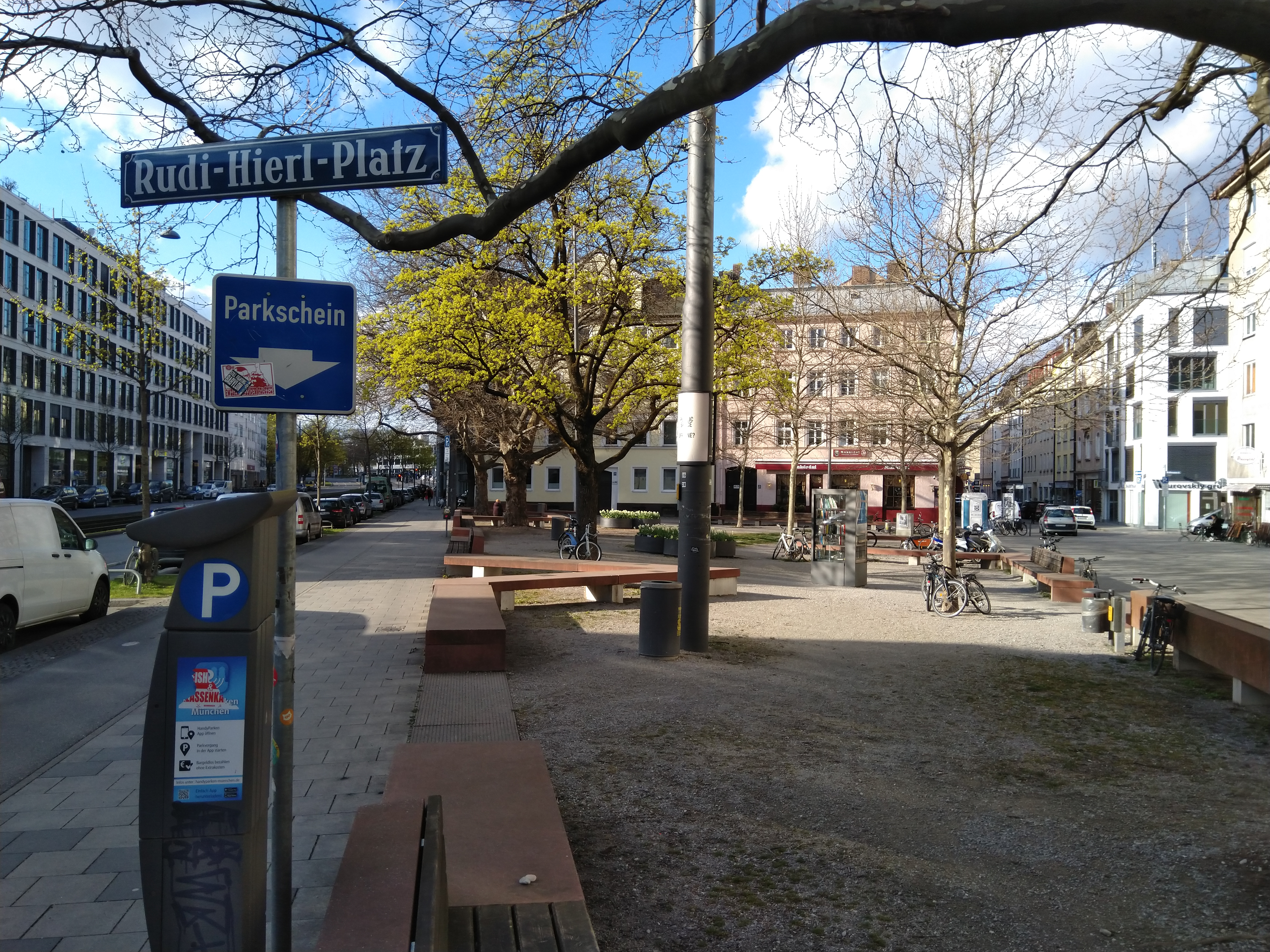
Rudi-Hierl-Platz (links: Dachauer Straße; hinten-rechts: Schleißheimer- und Rottmannstraße)

- 17. Januar 2013: Benennung des neu geschaffenen Rudi-Hierl-Platzes in der Maxvorstadt.[5][6] Der Rudi-Hierl-Platz liegt unmittelbar am Stiglmaierplatz zwischen Schleißheimer Straße, Dachauer Straße und Rottmannstraße.